# Vol gas (radioprogramma)
Vol gas, sinds oktober 1983 De Nummerplaat, was een Nederlands radioprogramma van de AVRO dat tussen oktober 1980 en september 1984 op maandagmorgen van 7.00 tot 8.30 uur, sinds oktober 1982 9.00 uur werd uitgezonden op Hilversum 3. Het programma werd gepresenteerd door Karel van de Graaf en geregisseerd door Jan Steeman.
Alvorens het programma na het nieuws en de STER begon klonk een jingle 'Het is vandaag (datum), dit is AVRO's Maandag muziekdag met van zeven tot half negen 'Vol gas met Karel van de Graaf', van half negen tot tien Bingo met Jan van Veen van tien tot elf de Arbeidsvitaminen enzovoort.
In het programma werd over het algemeen popmuziek uit heden en verleden gedraaid maar ook Nederlandstalige nummers van onder meer Nico Haak waarvan hij op 19 april 1982 trots de primeur aankondigde van het nieuwe nummer 'Niet geschoten is altijd mis' welk genre doorgaans alleen bij de TROS te horen was. Een bekend onderdeel was 'De Nummerplaat' waarbij luisteraars een verzoeknummer konden indienen waarbij dan niet de naam maar het kenteken van de auto van die persoon werd genoemd. In het seizoen 1983-1984 kreeg het programma de naam De Nummerplaat in plaats van Vol gas. 
Hij begroette de luisteraars altijd met de woorden 'Morgen fans, ook op de bouw'. In de uitzending van 19 april 1982 waarbij hij begon met het nummer 'When my baby smiles I go to Rio' van Peter Allen merkte hij hierna op dat als zijn baby 'smilede' hij aan de afwas kon maar dat ze wel lief 'smilede'. 
Om 7.30 uur werd het programma onderbroken voor het AVRO's Radiojournaal. 
Het programma verdween in 1984 omdat Karel van de Graaf zijn werkzaamheden naar de televisie verlegde waar hij in 1984 een eigen praatprogramma kreeg onder de naam Karel waar op 3 december 1984 het beruchte schietincident plaatsvond tussen voor en tegenstanders van het bewind van Desi Bouterse.      